# Chapelle Saint-Jérôme d'Ax-les-Thermes
Pour les articles homonymes, voir Église Saint-Jérôme.
La chapelle Saint-Jérôme d'Ax-les-Thermes, ou chapelle des Pénitents bleus, est une chapelle située place Saint-Jérôme à Ax-les-Thermes, dans le département français de l'Ariège, en région Occitanie.

## Historique
La confrérie des pénitents bleus d'Ax a été fondée le 12 mars 1607. La première pierre de la chapelle a été posée le 24 avril 1607 par J. Rauzy, archiprêtre d'Ax et du Sabarthès, dans une partie de la ville détruite par un violent incendie en 1586. La construction a été financée par une souscription publique. Sa consécration a été faite le jour de la Saint Vincent, patron de la ville, le 22 janvier 1608.
Des réparations sur l'édifice ont été entreprises en 1705, 1831, 1906 et 1907.
Ax-les-thermes comptait 79 pénitents bleus en 1748, 84 entre 1824 et 1881, et 40 en 1908.
La chapelle sert de lieu d'exposition depuis 1990,.

## Description

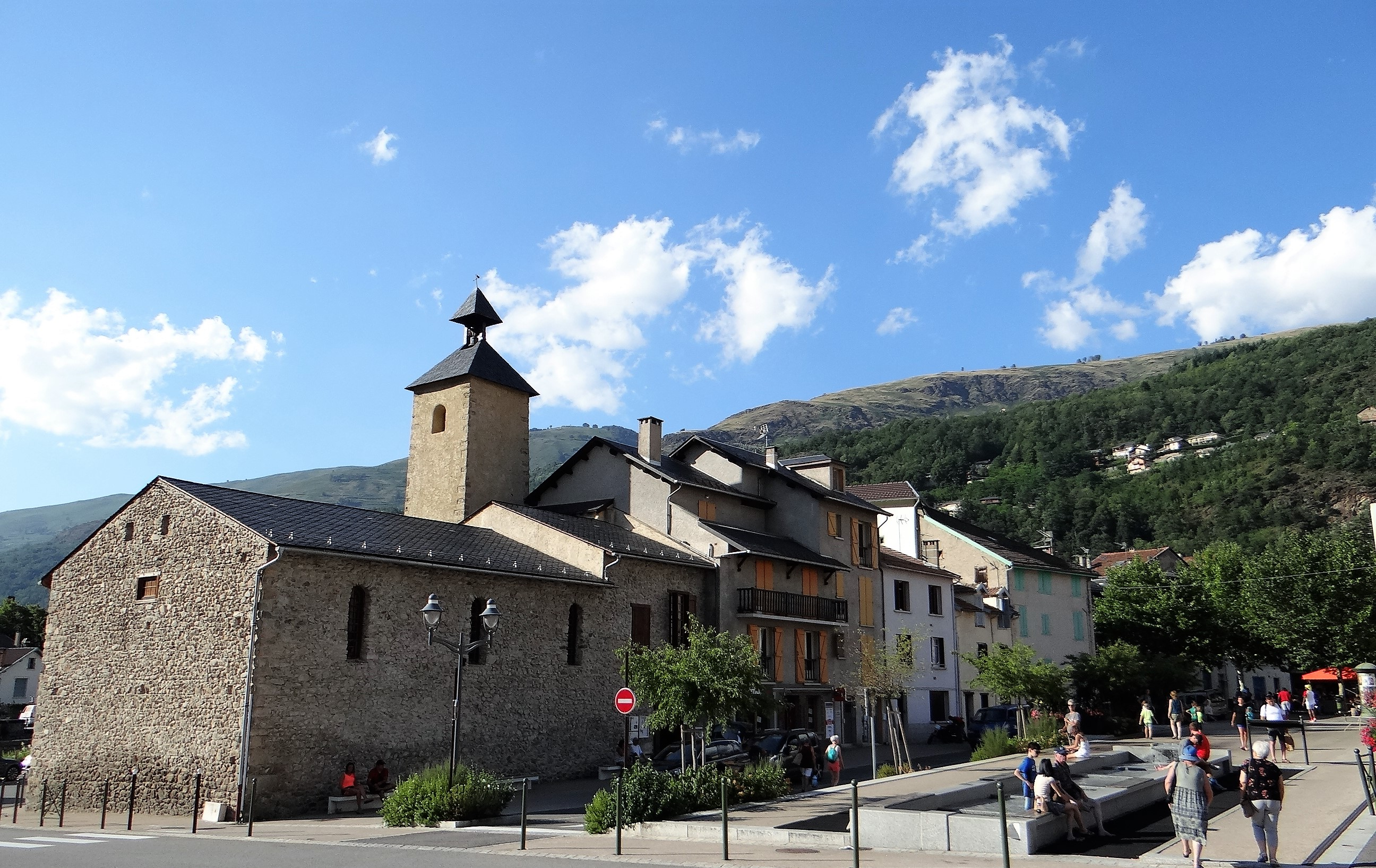
Vue depuis la place Saint-Jérôme

La chapelle est un bâtiment rectangulaire de 19,25 m, 10,60 m et 6,7 m de hauteur. Elle possède un clocher surmonté d'un clocheton fixé à son toit à 4 pans.
Sa décoration comprend des boiseries de style Louis XIII. On remarque un retable de style baroque pyrénéen datant de 1671 sur lequel on peut voir saint Jérôme et Marie Madeleine placés de part et d'autre d'un tableau représentant le Christ crucifié du peintre toulousain Constantin Jean Marie Prevost (1796-1865), daté de 1841,, précédé d'une clôture de chœur classée au titre d'objet en 1983. Le tabernacle et six statues ont été protégés au titre d'objet en 1966.